# Erocha affinis
Erocha affinis är en fjärilsart som beskrevs av Max Wilhelm Karl Draudt 1919. Erocha affinis ingår i släktet Erocha och familjen nattflyn. Inga underarter finns listade i Catalogue of Life.